# Frederik den Store af Preussen
 Der er for få eller ingen kildehenvisninger i denne artikel, hvilket er et problem. Du kan hjælpe ved at angive troværdige kilder til de påstande, som fremføres i artiklen.

Frederik II (tysk: Friedrich II.) af slægten Hohenzollern (født 24. januar 1712, død 17. august 1786) var konge af Preussen fra 1740 til 1786. Han tilhørte Huset Hohenzollern og var den preussiske konge, der har regeret i længst tid.
Under sin tid på tronen udmærkede Frederik sig især ved sine militære sejre, sit virke som protektor for både oplysningstanken og kunst og kultur, sin reorganisering af hæren, og i sidste ende ved at vinde Syvårskrigen imod alle odds. Under hans ledelse udvidede Preussen sit territorium betydeligt og blev for alvor en militær stormagt i Europa. På grund af disse bedrifter blev han kendt som Frederik den Store (tysk: Friedrich der Große), og af preusserne fik han også kælenavnet Gamle Fritz (tysk: Alter Fritz).

## Baggrund og personligt liv
Frederik fødtes i Berlin som søn af kong Frederik Vilhelm 1. og dronning Sophie Dorothea af Preussen. Hans barndom gik med militærtræning og uddannelse. Så hård var denne uddannelse, at han forsøgte at flygte til sin onkel George 2. af Storbritannien. Hans hjælper, løjtnant Katte, blev dømt til døden; han blev tortureret og halshugget for øjnene af den unge Frederik. Frederik selv isoleredes indtil faderens død i 1740, men modtog dog en regelmæssig uddannelse til konge. Desuden studerede han på eget initiativ musik, filosofi og fransk litteratur. Fra 1733 var han gift med Elisabeth Christine af Braunschweig-Wolfenbüttel-Bevern; ægteskabet var barnløst.
De fleste moderne biografister er enige om, at Frederik primært var homoseksuel, og at hans seksuelle orientering var central i hans liv.

## Regeringstid
Da han efterfulgte faderen på tronen, brugte han al sin energi for sit lokale kongedømme. Han kæmpede mod Østrig og vandt stor hæder for sin indsats i den Østrigske Arvefølgekrig 1740-1748, hvorunder Preussen erobrede Schlesien. Østrig søgte revanche gennem Den Preussiske Syvårskrig fra 1756 til 1763, hvor Preussen måtte kæmpe mod en overmægtig koalition (Østrig, Rusland, Frankrig). Frederik vandt en række sejre, især ved Rossbach og Leuthen 1757, men landet var alligevel ved at bukke under, da det blev reddet ved Ruslands udtræden af krigen. Efter denne krig fremstod Preussen, som ikke fra naturens side havde særligt mange ressourcer, som den mest kraftfulde af de tyske stater. I 1772 deltog Frederik i den første deling af Polen og fordoblede sit lands areal. 1779-80 førte han den korte Bayerske Arvefølgekrig for at hindre Østrig i ved arv at tilegne sig kurfyrstendømmet Bayern .
Indadtil gennemførte han en hel del reformer, især inden for retsplejen; han mildnede mange straffe og bekæmpede alle former for korruption. Landets økonomi blev holdt i orden ved betydelig sparsommelighed. Derimod opretholdt han en skarp standsadskillelse mellem adelige og borgerlige og skabte derved bitterhed blandt de sidste. Bøndernes livegenskab fortsatte også, selv om han bedrede deres forhold noget. Trods reformerne gik landet på flere måder i stå i hans sidste år, og det forværredes under hans efterfølgere.
Hele sit liv var Frederik den Store stærkt kulturinteresseret og forsøgte sig som både digter, historiker og komponist. Han har skrevet en del samtidshistoriske værker, fløjtesonater og (muligvis) marcher, samt det statspolitiske skrift "Anti-Machiavel". Alt er skrevet på fransk (musikken i fransk stil), da han nærede meget ringe tanker om tysk sprog og litteratur. - Siden Th. A. Müllers lille bog: Frederik den Store - biografi og kilde-tekster i udvalg (således 6. udg. København 1961) har der bredt sig den opfattelse blandt danske historikere, at Frederik ikke kunne tysk. Det er helt forfejlet. Han havde en ophøjet foragt for tysk ortografi (som han havde det for fransk ortografi!), hans tysk, som det ses f.eks. i Johannes Richter: Die Briefe Friedrichs des Großen an seinen vormaligen Kammerdiener Fredersdorf (Berlin 1926), er grammatisk set rent tysk talesprog, i syntaksen uden nogen form for påvirkning fra fransk, et tysk der står berlinsk ret nært, som han må have lært det i omgangen med ikke fransktalende.
Han havde i perioder nær kontakt med filosoffen Voltaire som 1750-53 boede i Preussen; forholdet mellem dem endte dog med uvenskab. Desuden opretholdt han i mange år en brevkorrespondance med den franske filosof Jean le Rond d'Alembert. D'Alemberts breve til kongen blev senere optaget i kongens Efterladte værker (dansk udgave i 8 bind Friderich II – Konge af Preussens efterladte værker 1789 – 1793).
Slottet Sanssouci, som ligger på en bakke med udsigt over Berlin, er bygget som feriested for Frederik den Store. Her tilbragte han sine sidste år, stærkt plaget af sygdom.

## Galleri
- Frederik den Store af Preussen
- Frederik II af Preussen. Kaldet "den Store"